# Cruz Carbajal
Cruz Carbajal (* 3. Mai 1974 in Veracruz, Mexiko) ist ein ehemaliger mexikanischer Boxer im Bantamgewicht.

## Profikarriere
Im Jahre 1992 begann er erfolgreich seine Profikarriere. Am 15. März 2002 boxte er gegen Mauricio Martínez um den Weltmeistertitel des Verbandes WBO und siegte durch technischen K. o. in Runde 9. Diesen Titel verteidigte er insgesamt zweimal und verlor ihn im Mai 2004 an Ratanachai Sor Vorapin nach Punkten.
Im Jahre 2012 beendete er seine Karriere.